# Bubástis
Bubástis (em grego clássico: Βούβαστις ou Βούβαστος; romaniz.: Boúbastis ou Boúbastos), também conhecida em árabe como Tel Basta ou em egípcio como Per-Baste, foi uma cidade do Antigo Egito.